# Сарыкая, Эфе
Эфе Сарыкая (тур. Efe Sarıkaya; род. 30 ноября 2005) — турецкий футболист, защитник клуба «Гренобль».

## Клубная карьера
Сарыкая — воспитанник клуба «Алтай». 15 мая 2022 года в матче против «Трабзонспора» он дебютировал в турецкой Суперлиге. По итогам сезона клуб вылетел в Первую лигу Турции, но игрок остался в команде. В 2024 году Сарыкая перешёл во французский «Гренобль». 17 мая в матче против «Амьена» он дебютировал в Лиге 2.